# Мираваль-Кабардес
Мирава́ль-Кабарде́с (фр. Miraval-Cabardes) — коммуна во Франции, находится в регионе Лангедок — Руссильон. Департамент коммуны — Од. Входит в состав кантона Мас-Кабардес. Округ коммуны — Каркасон.
Код INSEE коммуны — 11232.

## Население
Население коммуны на 2008 год составляло 45 человек.
| 1962 | 1968 | 1975 | 1982 | 1990 | 1999 | 2008 |
| ---- | ---- | ---- | ---- | ---- | ---- | ---- |
| 41   | 54   | 52   | 33   | 44   | 48   | 45   |

## Экономика
В 2007 году среди 25 человек в трудоспособном возрасте (15—64 лет) 11 были экономически активными, 14 — неактивными (показатель активности — 44,0 %, в 1999 году было 63,2 %). Из 11 активных работали 9 человек (6 мужчин и 3 женщины), безработных было 2 (1 мужчина и 1 женщина). Среди 14 неактивных 5 человек были учениками или студентами, 5 — пенсионерами, 4 были неактивными по другим причинам.

## Достопримечательности
- Руины замка
- Церковь Нотр-Дам-де-Ла-Лоз